# Strada provinciale 4 Inn. SS 111 - Confine Provincia
La strada provinciale 4 Inn. SS 111 - Confine Provincia (SP 4) è una strada extraurbana nella Provincia di Reggio Calabria, ente competente della gestione dell'arteria.

## Storia

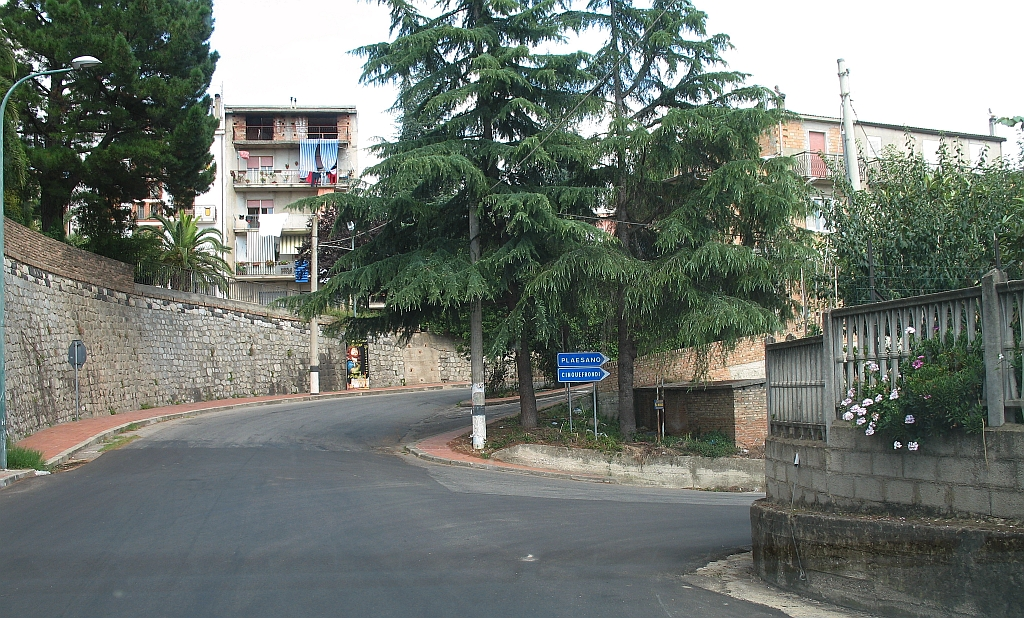
Tratto finale di via Napoli di Laureana di Borrello, continuando dritti si entra a Stelletanone, girando a destra si continua per la SS 536 per Polistena e Cinquefrondi.

In seguito al decreto legislativo n. 112 del 1998, dal 2002 la gestione dell'ex SS 536 è passata dall'ANAS alla Regione Calabria, che ha provveduto al trasferimento dell'infrastruttura al demanio della Provincia di Vibo Valentia e della Provincia di Reggio Calabria per le tratte territorialmente competenti. Quest'ultima l'ha poi rinominata in SP 4..

## Percorso
Attraversa i centri abitati di San Pietro di Caridà, Serrata, Candidoni, Laureana di Borrello, Maropati, Anoia, Cinquefrondi, Polistena (circonvallazione) e Taurianova.
A Taurianova si innesta con la SP 1 ex SS 111.

### Tratto "Circonvallazione di Polistena"
| SP 4 - Circonvallazione di Polistena |                                                                                        |
| Tipologia                            | Indicazione                                                                            |
|                                      | Confine con Cinquefrondi Via On. Luigi Longo - Quartiere BrognaQuartiere Stazione      |
|                                      | Polistena Centro - Zona Industriale Cimitero Comunale Melicucco S.G.C. Ionio - Tirreno |
|                                      | Via Esperia Anfiteatro Comunale Inps San Giorgio Morgeto                               |
|                                      | Via Catena Stadio Comunale Palazzetto dello Sport Cittanova                            |
| (solo in dir. nord)                  | Polistena Sud                                                                          |